# 萨韦尔 (上加龙省)
萨韦尔（法語：Savères，法語發音：[savɛʁ]）是法国上加龙省的一个市镇，属于米雷区。

## 地理
萨韦尔（43°22'14"N, 1°6'14"E）面积10.71 平方千米，位于法国奧克西塔尼大區上加龙省，该省份为法国西南部内陆省份，西南端与西班牙接壤，自此顺时针与上比利牛斯省、热尔省、塔恩-加龙省、塔恩省、奥德省和阿列日省接壤。
与萨韦尔接壤的市镇（或旧市镇、城区）包括：贝拉、克莱蒙堡、洛蒂尼亚克、里约姆。

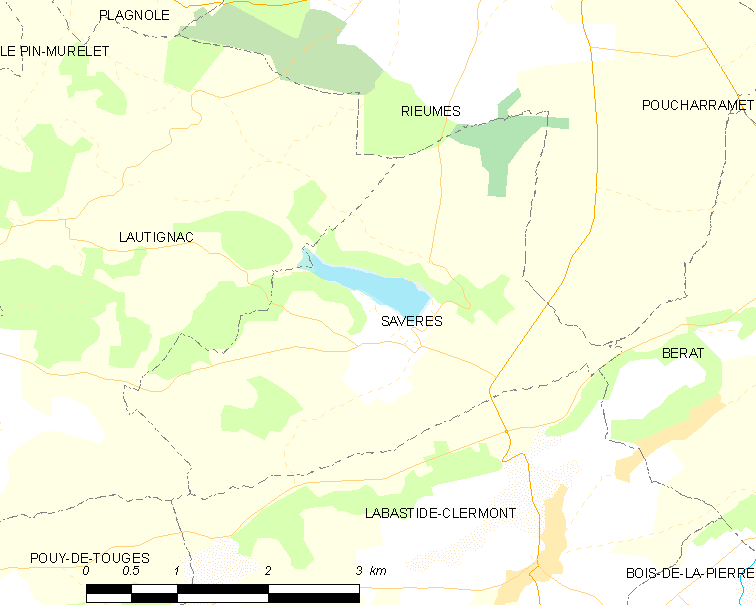
的OSM定位图

萨韦尔的时区为UTC+01:00、UTC+02:00（夏令时）。

## 行政
萨韦尔的邮政编码为31370，INSEE市镇编码为31538。

## 政治
萨韦尔所属的省级选区为卡泽尔县。

## 人口

1962-2008年间人口变化图示

萨韦尔于2022年1月1日时的人口数量为213人。